# High Hat
High Hat è un album statunitense, su etichetta Virgin Records America, che raccoglie tracce tratte dal secondo e dal terzo album pubblicati da Boy George, per il mercato britannico e per quello europeo, Tense Nervous Headache, del 1988, e Boyfriend, del 1989 (quest'ultimo uscito lo stesso anno della compilation).
Poiché i due album originari non sono più disponibili, High Hat offre l'unica occasione per ascoltare uno qualsiasi dei brani realizzati da Boy Gorge nel biennio 1988-89, nonostante anche High Hat, come Tense Nervous Headache e Boyfriend, ormai fuori catalogo, sia molto difficile da reperire. Mentre High Hat include soltanto 10 pezzi, gli altri due album insieme comprendevano 18 canzoni: 9 sul vinile e 12 sul CD e sulla cassetta per Tense Nervous Headache; soltanto 8 per Boyfriend, 1 delle quali (l'hi-energy remix di "No Clause 28", anche noto come «Pascal Gabriel Mix») riemergerà in séguito sull'album The Martyr Mantras dei Jesus Loves You.  Tense Nervous Headache fu messo da parte, nel Regno Unito, sùbito dopo la pubblicazione del primo singolo, per mancanza di interesse (o, come scrisse George nella sua autobiografia, dopo che il singolo "died of a solitary death" – cioè: 'morì di morte solitaria'), nonostante l'artista fosse arrivato al #1 della classifica inglese dei singoli l'anno precedente con "Everything I Own". Metà delle dieci tracce su High Hat furono singoli di scarso successo, tratti sia da Tense Nervous Headache che da Boyfriend: "Don't Cry", "Whisper", "Don't Take My Mind On A Trip", "You Found Another Guy" e "Whether They Like It Or Not". L'unico brano effettivamente estratto da High Hat, come singolo indipendente, negli Stati Uniti, fu il remix americano della traccia di apertura, "Don't Take My Mind On A Trip", la cui versione inclusa su High Hat è leggermente diversa da quella che originariamente apriva Boyfriend.

## Tracce
1. "Don't Take My Mind On A Trip" (U.S. Remix) - 5:21 (Griffin)
2. "Whisper" - 5:40 (O'Dowd, Maidman, Bobby Z)
3. "Whether They Like It Or Not" - 5:10 (Griffin, O'Dowd, Bell)
4. "You Found Another Guy" - 4:27 (Griffin, Bell, Middleton)
5. "You Are My Heroin" - 6:21 (O'Dowd, Maidman, Nightingale, Stevens, Fletcher)
6. "I'm Not Sleeping Anymore" - 4:20 (Griffin, O'Dowd)
7. "Kipsy" - 6:06 (O'Dowd, Nightingale, Dewar, Geary)
8. "Don't Cry" (single version) - 4:09 (O'Dowd, maidman, Bobby Z)
9. "Girl With Combination Skin" - 6:00 (O'Dowd, Fletcher, Maidman, Nightingale)
10. "Something Strange Called Love" (edit) - 3:59 (O'Dowd, Vincent, Dewar)

## Musicisti/Formazione/Staff/Produzione

### Tracce 2, 5, 7, 8, 9, 10
- Boy George: voce; co-produzione su 7 & 10
- Glen Nightingale: chitarre & altre voci
- Ian Maidman: basso, tastiere
- Bobby Z: batteria; produzione su 2, 5, 8, 9
- Amanda Vincent, Vic Martin: tastiere
- Richie Stevens: batteria ("Kipsy")
- Derek Green, Carrol Thompson, Helen Terry, Beverley Skeete, Belva Haney, Wendell Morrison, Jr., Julliette Roberts, Nevada Cato: altre voci
- David Ulm, Carol Steel: percussioni
- Jagdeep Singh: tabla & altre voci
- Simon Tyrrel, Andy Dewar: programmazione batteria
- Ann Dudley: tutti gli arrangiamenti degli archi
- Kenny Wellington, Dave (Baps) Baptiste, Nat Augustin, Sid Gauld: sezione ottoni
- Ed Jones: sax principale
- Desmond Foster: secondo basso
- Caron Geary: toastin' ("Kipsy")
- Paul Lee, Iris Sutherland, Yvonne White: coro ("Mama Never Knew")
- Jock Loveband, Alan Douglas, Martin White, Terry Reed, Paul Wright, Renny Hill, Phil Legg, Robin Evans: tecnici del suono
- Mike Pela: mix su 2, 5, 8, 9 per la Powerplant London; co-produzione su 7 & 10

### Tracce 1, 3, 4, 6
- Boy George: voce
- Lee Drakeford, Zan Marsha McClurkin, Mauricette Martin: cori
- Teddy Riley: tutti gli strumenti, cori, arrangiamenti
- Bernard Bell: chitarra acustica & cori
- D Mitchell: tecnico del suono
- Bill Esses: assistente tecnico del suono
- Gene Griffin: produzione per le G.R. Productions

## Dettagli pubblicazione
| Paese | Data | Etichetta              | Formato | N° Catalogo |
| USA   | 1989 | Virgin Records America | CD      | 7 91022-2   |